# Luis Fernández Teijeiro
Luis Fernández Teijeiro (Burela, 23 settembre 1993) è un calciatore spagnolo, attaccante svincolato.

## Palmarès

### Club

#### Competizioni nazionali
- Campionato polacco di seconda divisione: 1

Lechia Danzica: 2023-2024